# Heliophobus discrepans
Heliophobus discrepans là một loài bướm đêm trong họ Noctuidae.